# 2-й Курьяновский проезд
Второ́й Курья́новский прое́зд — улица, расположенная в Юго-Восточном административном округе города Москвы на территории района Печатники. Начинается от 1-й Курьяновской улицы, пересекает 4-ю Курьяновскую улицу, после чего оканчивается тупиком.

## История
Второй Курьяновский проезд был образован в 1956 году. Название связано с бывшей деревней Курьяново, вошедшей в состав Москвы. Деревня же, предположительно, получила название от фамилии владельца.

## Застройка

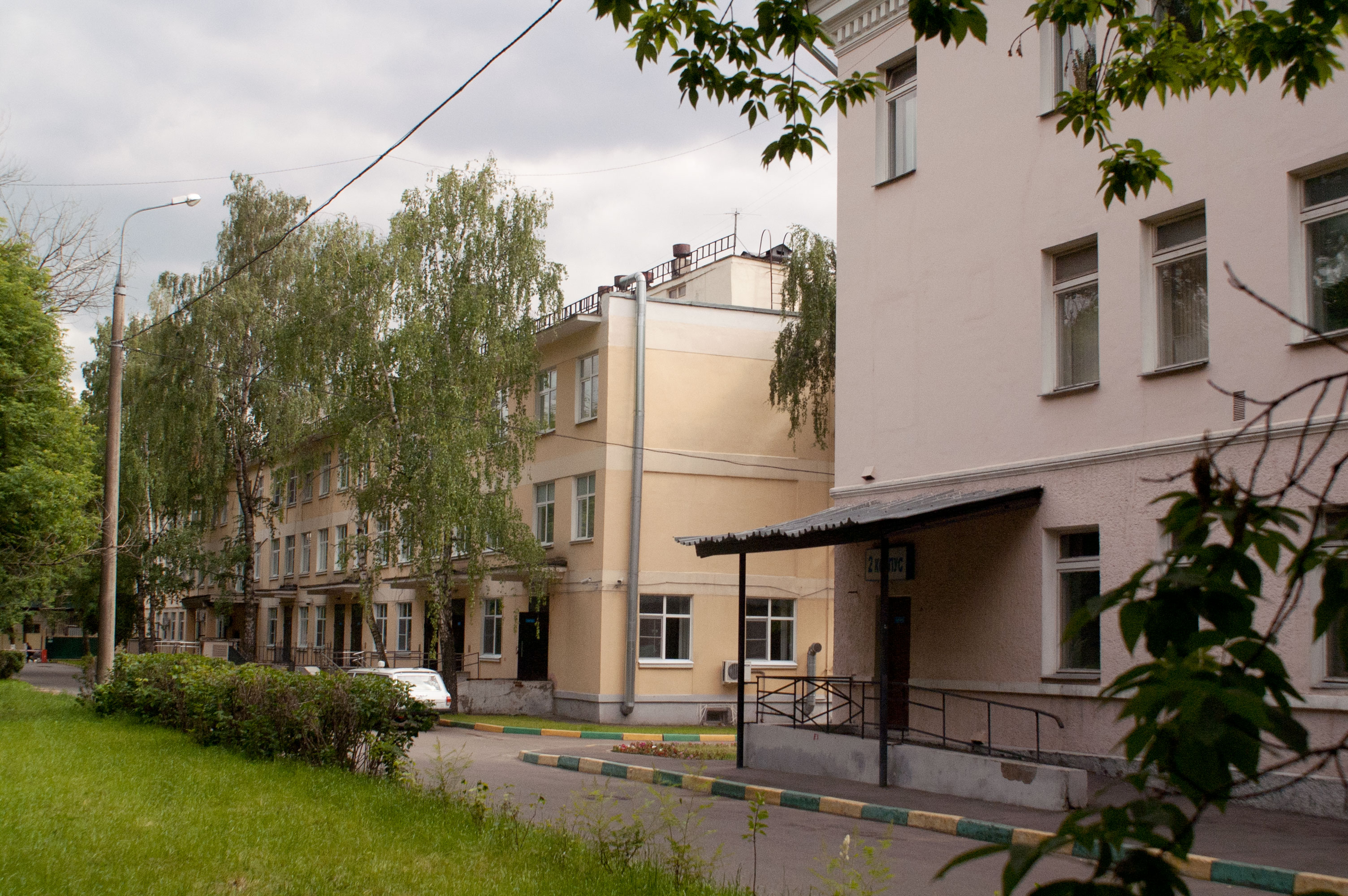
Третья инфекционная клиническая больница, вид со Второго Курьяновского проезда

На Втором Курьяновском проезде сохранилась малоэтажная застройка посёлка Курьяновской станции аэрации (архитекторы В. Н. Бровченко, Ю. С. Бочков, инженер Р. С. Фейгельман и другие; начало 1950-х годов). На Втором Курьяновском проезде находится Третья клиническая инфекционная больница Департамента здравоохранения Москвы (почтовый адрес — 1-я Курьяновская улица, дом 34).